# Субботина, Анна Алексеевна
Анна Алексеевна Субботина (род. 20 сентября 1982) — российская самбистка и дзюдоистка, чемпионка и призёр чемпионатов России по самбо, призёр чемпионата России по дзюдо, призёр чемпионатов Европы и мира по самбо, обладательница Кубка мира и Суперкубка мира по самбо, мастер спорта России международного класса.

## Спортивные достижения
- Чемпионат России по дзюдо 2005 — ;
- Чемпионат России по самбо среди женщин 2007 — ;
- Чемпионат России по самбо среди женщин 2008 — ;
- Чемпионат России по самбо среди женщин 2009 — ;
- Чемпионат России по самбо среди женщин 2010 — ;
- Чемпионат России по самбо среди женщин 2011 — ;
- Чемпионат России по самбо среди женщин 2019 — ;
- Кубок мира по самбо 2011 — ;
- Кубок России по самбо среди женщин 2007 — ;
- Кубок мира по самбо среди женщин 2010 — ;
- Кубок мира по самбо среди женщин 2006 — ;